# Aphroditella mongolica
Aphroditella mongolica är en ringmaskart som beskrevs av Horst 1916. Aphroditella mongolica ingår i släktet Aphroditella och familjen Aphroditidae. Inga underarter finns listade i Catalogue of Life.